# Valerio Vermiglio
Valerio Vermiglio (né le 1er mars 1976 à Messine) est un joueur italien de volley-ball, . Il mesure 1,89 m et joue passeur. Il totalise 308 sélections en équipe d'Italie.

## Biographie
Il est fait Chevalier grand-croix de l'ordre du Mérite de la République italienne en 2000, puis Officier de l'ordre du Mérite de la République italienne en 2004.

## Clubs
| Club                  | Pays   | De        | À         |
| --------------------- | ------ | --------- | --------- |
| Sisley Trévise        | Italie | 1994-1995 | 1996-1997 |
| Caffè Motta Salerne   | Italie | 1997-1998 | 1997-1998 |
| Sira Cucine Falconara | Italie | 1998-1999 | 1998-1999 |
| Zeta Line Padoue      | Italie | 1999-2000 | 1999-2000 |
| Maxicono Parme        | Italie | 2000-2001 | 2001-2002 |
| Sisley Trévise        | Italie | 2002-2003 | 2006-2007 |
| Lube Banca Macerata   | Italie | 2007-2008 | 2011-2012 |
| Shahrdari Urmia       | Iran   | 2014-     |           |

## Palmarès
- Jeux olympiques
  - Finaliste : 2004
- Championnat d'Europe (2)
  - Vainqueur : 2003, 2005
- Ligue mondiale (2)
  - Vainqueur : 1999, 2000
- Ligue des champions (3)
  - Vainqueur : 1995, 2006, 2012
- Coupe de la CEV (2)
  - Vainqueur : 2003, 2011
- Supercoupe d'Europe (1)
  - Vainqueur : 1994
  - Perdant : 1995
- Championnat d'Italie (5)
  - Vainqueur : 1996, 2003, 2004, 2005, 2007
  - Finaliste : 1997, 2006
- Coppa Italia (3)
  - Vainqueur : 2004, 2005, 2007, 2008
  - Finaliste : 1995, 1996, 2003
- Supercoppa d'Italia (2)
  - Vainqueur : 2004, 2005
  - Perdant : 1997